# Dubai World
Dubai World (دبي العالمية) — государственная инвестиционная компания Объединённых Арабских Эмиратов. Изначально областью интересов компании являлся портовый бизнес. Со временем произошла диверсификация инвестиций. Сейчас под контролем Dubai World находятся объекты энергетики, финансово-банковской сферы, развлекательного бизнеса.

## Структура
Dubai World является холдинговой компанией. В её состав входит в частности компании Nakheel (строительство, девелопинг, недвижимость), DP World (оператор портов), а также инвестиционное подразделение.

## Деятельность

### Активы

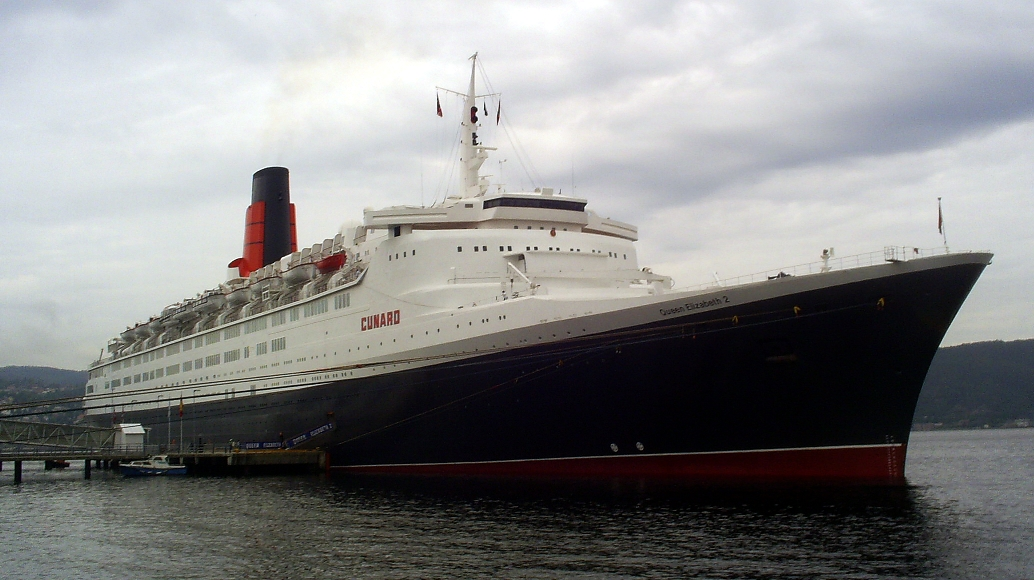
Королева Елизавета II, Норвегия, 2006

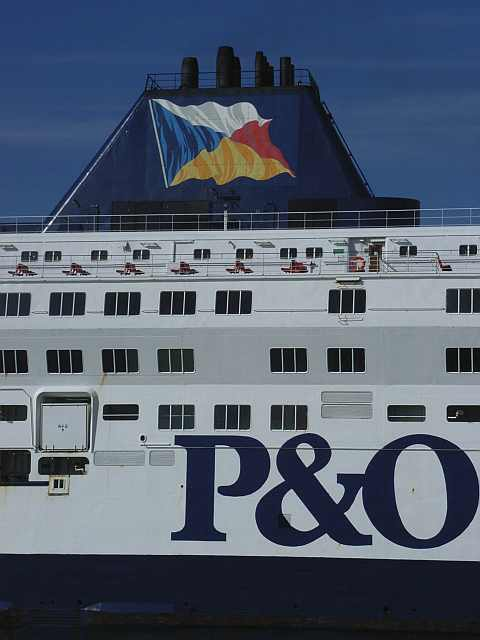

Dubai World приобрела за 5,1 млрд долларов США сеть казино MGM Mirage Casino.
В марте 2006 года дочернее предприятие Dubai World — DP World — за $6,85 млрд (£3,9 млрд) приобрело старейшего британского портового оператора P&O (основан в 1837 году). Это покупка была воспринята неоднозначно. Проблема была вызвана тем, что в активах P&O находятся портовые терминалы США. Сделка была рассмотрена Комитетом по иностранным инвестициям США. Опасение вызывали политические риски того, что стратегические объекты перейдут в другие руки. Сделка была одобрена только после того, как порты в США были проданы «американскому юридическому лицу».
В России Dubai World принимает участие в строительных проектах, также известно о планах покупки ОГК-1 вместе с аффилированной структурой ОАО «Роскоммунэнерго», возглавляемой сыном управляющего делами президента Владимира Кожина, Игорем Кожиным. До октября 2012 года DP World являлось одним из двух основных акционеров крупнейшего контейнерного терминала на Дальнем Востоке России — ООО «Восточная стивидорная компания» (этот актив перешёл к дубайской компании при покупке P&O, в октябре 2012 года DP World продала свою долю второму акционеру).
К активам компании также относится знаменитый океанский лайнер Queen Elizabeth II (куплен в 2007 году за 100 млн долларов США). Из него планируется к 2009 году сделать плавучую гостиницу, которая будет пришвартована к искусственному острову Джумейра.

### Кризис конца 2000-х годов
На III квартал 2009 года долги компании составляли $59 млрд.
В ноябре 2009 года эмират Дубай попросил шестимесячной отсрочки выплат по долговым обязательствам Nakheel (девелоперского подразделения Dubai World) на сумму $3,5 млрд, что стало причиной существенного снижения ведущих фондовых индексов Европы.
В августе 2010 года Dubai World планировал распродать свои активы на сумму $19,4 млрд с целью погашения долгов.